# Маркушу (Валча)
Маркушу (рум. Mărcușu) насеље је у Румунији у округу Валча у општини Фаурешти. Oпштина се налази на надморској висини од 210 m.

## Становништво
Према подацима из 2002. године у насељу је живело 162 становника, од којих су сви румунске националности.